# One-shot Schtroumpfs par…
One-shot Schtroumpfs par… est une série de bande dessinée dérivée de la série Les Schtroumpfs et publiée à partir de 2023 par Le Lombard. Chaque tome est un one-shot par un auteur différent qui met en scène les schtroumpfs dans son propre style, tout comme le fait la série Le Spirou de… avec Spirou et Fantasio.